# یواس‌اس جنتری (دی‌ئی-۳۴۹)
یواس‌اس جنتری (دی‌ئی-۳۴۹) (به انگلیسی: USS Gentry (DE-349)) یک کشتی بود که طول آن ۳۰۶ فوت (۹۳ متر) بود. این کشتی در سال ۱۹۴۴ ساخته شد.